# Poletne mladinske olimpijske igre 2010
Poletne mladinske olimpijske igre 2010 (I. olimpijada moderne dobe) so potekale v Singapuru, od 14. avgusta do 26. avgusta 2010.
Na igrah je sodelovalo 3531 športnikov iz 204 držav, starih od 14 do 18 let, ki so se pomerili v 201 športnem dogodku v 26 disciplinah. Prvo zlato medaljo iger je prejel osemnajstletni japonski triatlonec Juka Sato. Iger se je udeležilo tudi 24 slovenskih mladih športnikov, ki so dosegli dve zlati odličji, eno srebrno in eno bronasto.